# Gerard Gumbau
Gerard Gumbau Garriga (Campllong, 18 december 1994) is een Spaans voetballer die als centrale middenvelder speelt. Hij verruilde Elche in 2023 voor Granada, dat hem in het seizoen 2024/25 verhuurt aan Rayo Vallecano.

## Clubcarrière
FC Barcelona haalde Gumbau in 2014 weg bij Girona FC. Op 23 augustus 2014 debuteerde hij voor FC Barcelona B in de Segunda División als invaller tegen CA Osasuna in het Estadio El Sadar. Later dat seizoen maakte Gumbau zijn debuut in het eerste elftal in de bekerwedstrijd tegen Elche CF op 15 januari 2015. Onder blessures van onder meer Andrés Iniesta en Rafinha zat de middenvelder in de eerste fase van het seizoen 2015/2016 regelmatig bij de wedstrijdselectie van FC Barcelona. Op 20 september 2015 speelde Gumbau zijn eerste wedstrijd in de Primera División, als invaller voor Sergio Busquets tegen UD Levante, gevolgd door zijn debuut in de Champions League op 20 oktober 2015 tegen BATE Borisov, wederom als invaller voor Busquets. In 2017 werd Gumbau gecontracteerd door CD Leganés.

## Statistieken
| Seizoen         | Club            | Competitie         | Competitie | Competitie | Beker | Beker | Supercup | Supercup | Europa | Europa | Totaal | Totaal |
| Seizoen         | Club            | Competitie         | Wed.       | Dlp.       | Wed.  | Dlp.  | Wed.     | Dlp.     | Wed.   | Dlp.   | Wed.   | Dlp.   |
| --------------- | --------------- | ------------------ | ---------- | ---------- | ----- | ----- | -------- | -------- | ------ | ------ | ------ | ------ |
| 2014-2015       | FC Barcelona B  | Segunda División A | 38         | 3          | 0     | 0     | —        | —        | —      | —      | 38     | 3      |
| 2014-2015       | FC Barcelona    | Primera División   | 0          | 0          | 1     | 0     | 0        | 0        | 0      | 0      | 1      | 0      |
| 2015-2016       | FC Barcelona    | Primera División   | 3          | 0          | 2     | 0     | 0        | 0        | 3      | 0      | 8      | 0      |
| 2015-2016       | FC Barcelona B  | Segunda División B | 24         | 3          | 0     | 0     | —        | —        | —      | —      | 24     | 3      |
| Carrière totaal | Carrière totaal | Carrière totaal    | 65         | 6          | 3     | 0     | 0        | 0        | 3      | 0      | 71     | 6      |

## Erelijst
FC Barcelona
- Primera División

2015/16
- FIFA WK voor clubs

2015
- Copa del Rey

2014/15, 2015/16
1 Cárdenas ·
2 Rațiu ·
3 Chavarría ·
4 Díaz ·
5 Aridane ·
6 Ciss ·
7 Isi ·
8 Trejo  ·
9 De Tomás ·
10 James ·
11 Nteka ·
12 Guardiola ·
13 Batalla ·
14 Camello ·
15 Gumbau ·
16 Mumin ·
17 U. López ·
18 Á. García ·
19 de Frutos ·
20 Balliu ·
21 Embarba ·
22 Espino ·
23 Valentín ·
24 Lejeune ·
25 Montiel ·
27 Pelayo ·
29 Méndez ·
Coach: Pérez
· Assistent-coach: Adrián